# Palači Augustusburg in Falkenlust, Brühl
Palači Augustusburg in Falkenlust stojita v mestu Brühl, Severno Porenje - Vestfalija. Palača Augustusburg se nahaja v vzhodnem delu mesta, in je povezana z lovskim dvorcem Falkenlust skozi drevored in obsežen park.
Obe zgradbi sta med najpomembnejšimi baročnimi in rokokojskimi zgradbami v Nemčiji. Od leta 1984 sta skupaj z grajskim parkom na seznamu Unescove svetovne dediščine.
Od leta 1949 in do prenosa glavnega mesta iz Bonna v Berlin, sta palačo Augustusburg uporabljala nemški predsednik in nemška vlada za protokolarne namene.

## Zgodovina palač
V 12. stoletju so imeli nadškofje iz Kölna tukaj posest s parkom. Leta 1284 si je v nadškof Siegfried zgradil grad mota kot branik proti mestu Köln, ki je bil končan 1298. Pod nadškofom Walramom so grad okrepili. Preživel je do leta 1689, ko so ga razstrelili Francozi v devetletni vojni

### Augustusburg
Kölnski nadškof Clemens Avgust I. Bavarski (1700-1761) iz dinastije Wittelsbach je zgradil na mestu ruševin palačo (grad) Augustusburg. Leta 1725, kmalu potem ko je na položaju kölnskega nadškofa nasledil svojega strica Josepha Clemensa von Bayern (1723), je začel delo na palači po načrtih vestfalskega arhitekta Johanna Conrada Schlauna; načrti so upoštevali temelje prejšnje zgradbe, sicer pa je šlo za nov grad. Zato pomik osi bočnih kril ni popolnoma simetričen, saj se širina prizidkov ne ujema s starejšo zgradbo. To je nenavadno, saj je simetrija med najpomembnejšimi načini izražanja v času baroka. Palača Augustusburg tvori tri krilno strukturo z dvokapno streho, ki obdaja častno dvorišče. Fasade kril so med najbolj pomembnimi deli nemškega baroka.
Od 1728 dalje so potekale rekonstrukcije nove zgradbe, ki jih je oblikoval münchenški dvorni arhitekt François de Cuvilliés, in sicer na fasadah in državniških sobah v slogu régence in zgodnji rokoko. V tem času je nastala tudi galerija na zahodni strani krila. Balthasar Neumann je med letoma 1740 do 1746 zgradil stopnišče, ki velja za eno največjih stvaritev nemškega baroka. Johann Heinrich Roth je opravil končno notranje delo. Salon v prvem nadstropju je okrašen z rumenim in zelenim štuk marmorjem, ločenim s pilastri. Stropna freska je delo Carla Carloneja. Celotna zasnova prostora kaže slavo družine Wittelsbach. Carlo Carlone je izdelal tudi stropno sliko na stopnišču, kjer poveličuje knezoškofa Clemensa Avgusta z zlatimi prsmi. Štukature so izdelali Giuseppe Artario, Carlo Pietro Morsegno in Joseph Anton Brillie. Poškodovano v drugi svetovni vojni, je bilo stopnišče obnovljena s pomočjo poljskih restavratorjev.
V pritličju južnega trakta so poletni prostori nekdanjega knezoškofa, in se odpirajo na vrt. Leta 1493 je bila posvečena grajska cerkev Marije angelov, ki je prej pripadala frančiškanskemu samostanu. V njej je impresiven oltar Balthasarja Neumanna. Leta 1735 je bila spremenjena v dvorno cerkev, dograjen je bil tudi oratorij in oranžerija.
Palača Augustusburg je bila zasnovana kot čisti lovski in poletni dvorec in jo je knezoškof uporabljal le štiri do šest tednov v letu. Glavni dom je bil grad in palača Poppelsdorf v Bonnu.
Proti koncu druge svetovne vojne je bil grad hudo poškodovan. Že leta 1946 se je začelo s popravili. Tudi Falkenlust je bil potreben obsežne obnove po vojni. Od leta 1949 do leta 1996 je nemški predsednik v palačo Augustusburg sprejemal državne goste. 
Palača Augustusburg, cerkev in park so tudi prizorišča za koncerte.

### Falkenlust
Lovski dvorec Falkenlust so zgradili med 1729 in 1740, po načrtih de Cuvilliésa in po vzoru na Amalienburg za izredno priljubljeno sokolarstvo. Dvorec je podprt z dveh strani z gospodarskima poslopjema, vse obdaja ograja iz kovanega železa in sistem omejuje od odprtega podeželja. Do palače Augustusburg vodi aleja. Tloris lovskega dvorca je podoben Amalienburgu. Na strehi glavne stavbe je opazovalna ploščad in od tam so spuščali sokole. V dveh etažah se nahaja v osrednji osi hodnik, ki vodi k salonu. zadaj so spalnica, kabinet in garderoba za knezoškofa in gosta.
V južnem delu dvorca je stopnišče, ki je bilo okrašeno z nizozemskimi ploščicami. Stropna slika je delo Laurenza de La Roque in kaže prizore sokolarstva. Lovski dvorec Falkenlust je de Cuvilliés izdelal kot maison de plaisance in za razliko od palače Augustusburg so sobe bolj zasebne, udobne in intimne. Tako najdemo v kabinetih drage kitajske lakirane plošče in zaslone. V jedilnici je nad kaminom portret v naravni velikosti knezoškofa Karla Albrechta Bavarskega, brata Clemensa Avgusta, kasnejšega cesarja Karla VII.
1730 je bila izdelana bogata školjčna dekoracija kapelice v parku lovskega dvorca. Majhen osmerokotnik je zgradil Peter Laporterie in ga uredil v slogu jame.
1760 je Giacomo Casanova Falkenlust gradu priredil gala večerjo za kölnskega župana Putza in druge dame kölnske družbe. 
Grad pripadal od leta 1832 do leta 1960 družini Giesler, podjetnikov iz Brühla. Potem je prešel v last dežele Severno Porenje - Vestfalija.

## Park

### Baročni park
Palača ima značilen park z bosketi. Motivi za parterje je oblikoval Dothumbque Girard, učenec  André le Notreja. Južno od palače je dvodelen čipkast parter,  okrašen z dvema velikima bazenoma s fontano. Še en bazen leži v parterju. Linija pogleda vodi od palače v gozdni prostor.
Baročni vrt je bil preoblikovan v 19. stoletju, delo Petra Josepha, angleškega krajinskega arhitekta. Poskusi rekonstrukcije so bili težki zaradi slabih izvirov. Kljub temu pa je bil glavni parter pred južno fasado palače v letih 1933-1935 rekonstruiran pod vodstvom Georga Potente v skladu z načrtom iz 1728. Nadaljnja obnova in nekaj novih rastlin so uredili po drugi svetovni vojni, zlasti od leta 1983 dalje. Celoten park vsebuje v glavnem parterju več zaprtih prostorov. Tako najdemo pod oranžerijo tako imenovane "skriti vrtovi" (Jardin Secret). V gozdnem prostoru grajskega parka je bila leta 1747 postavljena "kitajska hiša", eksotičen 60 metrov širok paviljon. Leta 1822 so jo morali odstraniti, ker je bila v razpadajočem stanju. Deli sistema kanalov, ki obkrožajo paviljon so se ohranili vse do danes.
Glavna vizualna os baročnega vrta je natančno usklajena s približno 14 km južno znanim Eisernen Mann v Kottenforst pri Heimerzheimu. Ta ureditev je bila povezana s približno v istem času zgrajenim sistemom poti v okolici gradu Herzogsfreude v Röttgenu za namene lovskih pogonov.
Grajski park Augustusburg in Falkenlust velja za enega najbolj avtentičnih primerov baročne francoske vrtne umetnosti 18. stoletja v Evropi in kot spomenik krajinske umetnosti mednarodnega statusa. 

### Zavarovano območje
Danes je naravni zunanji del grajskega parka Augustusburg približno 50 ha s 300 let starimi drevesi in bujnim rastlinstvom in živalstvom zaščiten.
V sprednjem delu grajskega parka je približno 110 metrov dolga platana, ki je bila posajena pred letom 1870.

## Galerija
- Zahodna fasada z oranžerijo v ospredju
- Park
- Rokoko stopnišče v Augustusburg
- Lovski dvorec Falkenlust
- Falkenlust iz pričje perspektive
- Falkenlust
- Falkenlust, zahodna stran
- Kapela v lovskem dvorcu
- Grajski kanal
- Komplaks iz zraka